# József és testvérei
A József és testvérei (németül Joseph und seine Brüder) Thomas Mann regénye. Ez a tetralógia a Nobel-díjas szerző legterjedelmesebb műve, „amelyet ő maga a legkedvesebb, a legjobb, legfontosabb és legjelentősebb művének tartott.” A bibliai Jákób és fia József történetét meséli el újra, elsősorban Mózes első könyve 37-50 alapján. A négy kötet 1933 és 1943 között jelent meg először. A mű megírását Thomas Mann 1926-ban Münchenben kezdte 1925-ös palesztinai utazásának hatására. Az első két kötet még a berlini S. Fischer kiadónál jelent meg, a regény befejezésére csak tizenhat évvel később, az író kaliforniai száműzetése alatt került sor.
Magyarul először részletekben jelent meg a mű: Jákob, József, József Egyiptomban és végül a teljes tetralógia: József és testvérei címen az Athenaeum Kiadónál, Sárközi György és Vajda Endre fordításában.
A tetralógia kötetei:
- Die Geschichten Jaakobs (Jákob történetei), 1926. december – 1930. október
- Der junge Joseph (A fiatal József), 1931. január – 1932. június
- Joseph in Ägypten (József Egyiptomban), 1932. július – 1936. augusztus 23.
- Joseph der Ernährer (József, a kenyéradó), 1940. augusztus 10. – 1943. január 4.

## Történelmi háttér
Mann a történetet a Kr. e. 14. századba helyezi és művében Ehnaton lesz az a fáraó, aki Józsefet magas rangra emeli. A regényben említés esik a kor más uralkodóiról is, például Mitanni királyáról, Tusrattáról és Hatti nagykirályáról, I. Suppiluliumasról.

## Fő témák
A regény kiemelt témája a mitológia, illetve a monoteizmus kialakulása. Az író gyakran társítja a bibliai történetből ismert eseményeket más mítoszokkal. Központi helyet foglal el az alvilág fogalma illetve az alászállás az alvilágba. Jákob menekülése Mezopotámiába (testvérbátyja, Ézsau haragja elől) párhuzamban áll József egyiptomi életével, továbbá Innin–Istar–Démétér pokolraszállásával, a mezopotámiai Dumuzi-mítosszal, a zsidó hagyomány babiloni fogságával, de ugyanúgy Jézus alászállásával is.

## Keletkezése
A József és testvérei először a bibliai Jákób kedvenc fia, József történetének novellaszerű megfogalmazásaként indult, Mózes első könyve 37-50 alapján.
1923-ban Thomas Mann előszót írt egy ismerős festő, Hermann Ebers metszetsorozatához, amely József történetét ábrázolta. Már ekkor elhatározta, hogy megírja a történetet, de három éven át csak a háttéranyagot gyűjtötte könyvéhez.
A másik indíttatást Goethe önéletrajzi írása, a Dichtung und Wahrheit adta. A Goethe-mű negyedik könyvében ez szerepel a bibliai történetről: Ez a természetes elbeszélés rendkívül kecses, csakhogy túl rövidnek tűnik, és az ember késztetést érez arra, hogy részleteiben ábrázolja.
Thomas Mann képét az ókori keletről és a judaizmus kezdeteiről Alfred Jeremias 1904-ben megjelent könyve, a Das Alte Testament im Lichte des Alten Orients (Az Ótestamentum az Ókori Kelet fényében) című műve befolyásolta, amely hangsúlyozta a babiloni mitológia hatását a Genezis kialakulásában. Az egyiptomi Aton-kultusz és az ősjudaizmus kapcsolatát Sigmund Freud is sugalmazta a Mózes és az egyistenhit című, 1939-ben megjelent művében, vagyis azelőtt, hogy Mann nekikezdett volna a negyedik kötet írásának.
A könyv tudományos alapjait biztosító, a magyar vallástörténésszel és ókorkutatóval, Kerényi Károllyal folytatott 1934–1945 közötti levélváltás önálló kötetet tesz ki.

## Jákob történetei
Az első kiadás 1933 októberében jelent meg a berlini S. Fischer kiadónál. Noha Thomas Mann családjával együtt már 1933. szeptember 27-én a Zürichi-tó melletti Küsnachtban telepedett le, művei még egészen a Fischer-kiadó emigrációjáig megjelenhettek Németországban.
Mélységes mély a múltnak kútja. Ne mondjuk inkább feneketlennek? – ezekkel a szavakkal indul a tetralógia Pokolraszállás címet viselő előjátéka.
Az emberiség mítoszokban megőrzött emlékezetének alapján Thomas Mann az olvasót az őskezdetig viszi vissza, egészen az isteni teremtés régiójába.

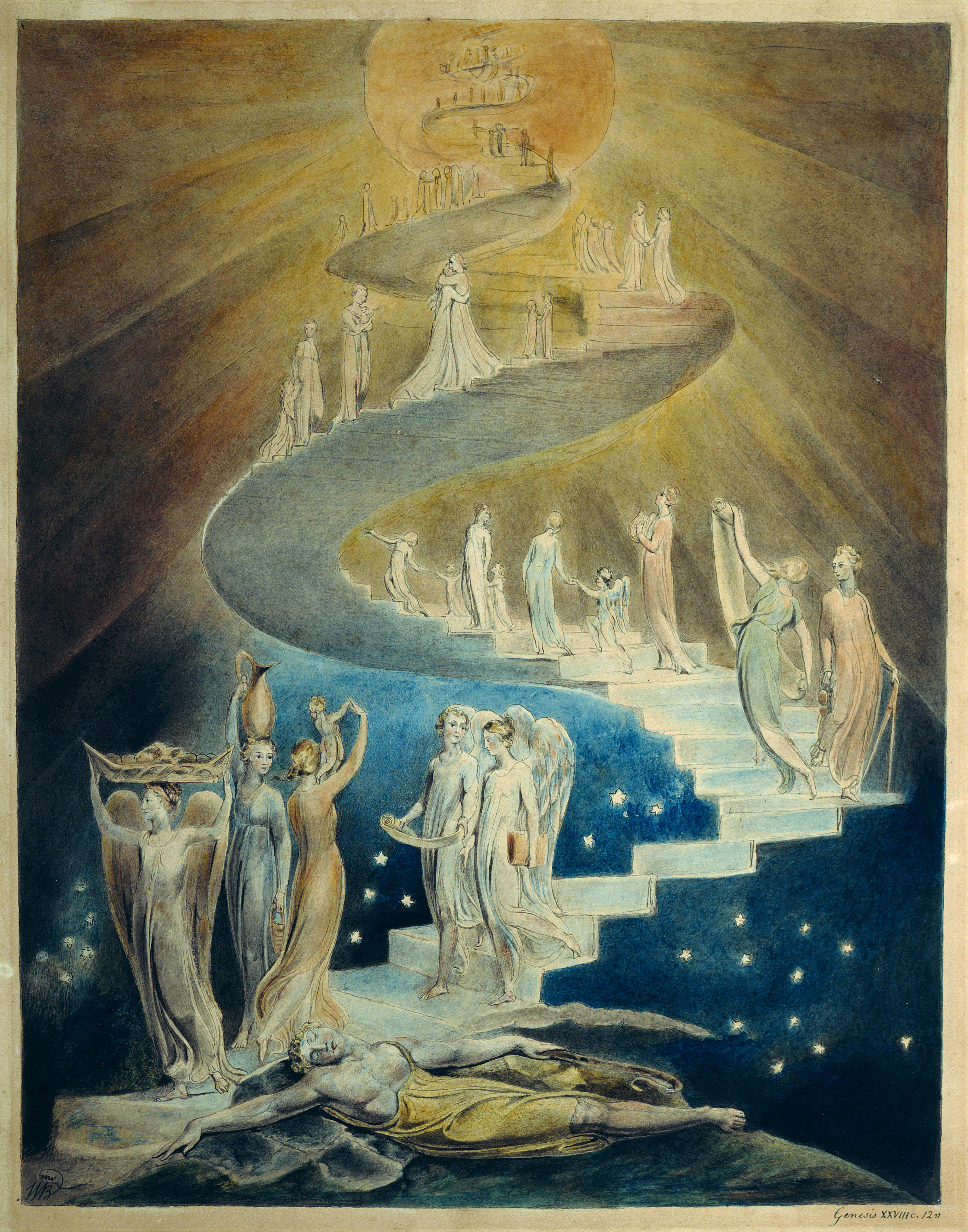
William Blake: Jákob lajtorjája

Éjjel a kútnál kezdődnek Jákob történetei – itt találkozik az agg Jákob tizenkét fia közül a legkedvesebbikkel, a tizenhét éves Józseffel. József szép és élénk ifjúként jelenik meg, ugyanakkor hiú holdrajongóként. Jákob aggódik, mert a gyermek a mélység szélén ül, méghozzá félmeztelenül. Az apa megkérdezi fiát, hogy miért nem testvéreivel van együtt. Az apa aggodalmát fokozza, hogy kedvencét az egyik fivér kurafi tacskó
névvel illette. Így kezdődik a testvérek ellentéte, amely ahhoz vezetett, hogy az ifjú Józsefet Egyiptomba adták el.
Az apa és fiú találkozása alkalmat ad a visszapillantásra, Jákob életének felidézésére. Megtudjuk, hogyan csapta be ikerbátyját, Ézsaut az elsőszülöttség joga illetve az atyai áldás megszerzése végett. Fivére haragja és bosszúja elől Jákob Háránba menekült, ahol Lábán nevű nagybátyjához, akinek a lányával, Ráhellel megszerették egymást. Lábán azt a feltételt szabta a lánya kezét kérőnek, hogy hét évig dolgozzon neki. A hét év elteltével a menyegző utáni reggelen Jákob megtudja, hogy Lábán megcsalta: idősebb lányát, Leát adta hozzá lefátyolozva. Jákobnak újabb hét évig kell nagybátyjánál szolgálnia, hogy Rákhelt is feleségül vehesse.
Míg Lea fiakat szül Jákobnak, Ráhel gyermektelen marad. A szolgáló Hágárhoz hasonlóan, aki fiat szült asszonya helyett Ábrahámnak, Bilha és Zilpa szolgálók is fiakat szülnek Jákobnak, így a férfinak már tíz fia van, mire Ráhel végre világra hozza Józsefet, a már öreg Jákob igazitól született gyermekét, az igazi fiút.
Lábánt szolgálatában Jákob meggazdagodik és visszatér Kánaánba. Útközben Rákhel megszüli második (Jákob utolsó) gyermekét, Benjámint, de belehal a szülésbe.

## A fiatal József
Mivel József Jákob legkedvesebb fia és gyakran árulkodik atyjának a bátyjai cselekedeteiről, ezért ők nem kedvelik. Csak öccsével, Benjáminnal, akinek születésében Rákhel meghalt, értik meg egymást. Miután József különleges helyzete jeléül megkapja ajándékba atyjától Rákhel tarka fátyolruháját, elmeséli testvéreinek nagyratörő álmait, amelyet ezek undorító badarságnak, hencegés és hazudozásnak neveznek, az álmodót pedig Te fölfuvalkodott! Te pöffeteg! Te nagyszájú! Te büdös szelelés! nevekkel illetik.
A tíz idősebb fivér, látván, hogy gyöngeszívű atyjuk alig dorgálja meg öccsüket, úgy határoznak, hogy elmennek otthonról a sekhemi rétekre a nyájakat legeltetni. Jákob a fivérek után küldi Józsefet, részben hogy hírt hozzon róluk, részben azzal a hátsó szándékkal, hogy megbékítse fivéreit. A testvérek azonban már megérkezésekor vadul rátámadnak, mint kiéhezett farkasfalka a zsákmányra
és egy kiszáradt kútba dobják, néhány napig otthagyják, majd eladják rabszolgának egy arra utazó karavánnak, amely Egyiptom felé tart. A fivérek hazatérve Jákobnak azt mondják, hogy legkedvesebb fiát oroszlán tépte szét.

## József Egyiptomban
A harmadik, legterjedelmesebb kötet cselekménye a Bibliában mindössze 22 versnyi terjedelemben szerepel. Ez írja le József előmenetelét Potifár házában, összetűzését Potifár feleségével, amely oda vezet, hogy József börtönbe kerül.
Józsefet a midianita kereskedők Egyiptomba viszik, ahol Mont-Kav, Potifár házának elöljárója, megveszi őt rabszolgának. József Egyiptomban az Oziriszre utaló Ozarszif nevet veszi fel, mivel a kútban töltött három napot halálnak és újjászületésnek értelmezi. Ha a halál azt jelenti: oldhatatlanul kötve lenni egy állapothoz, amelből egyetlen intés és köszöntés sem lehetséges visszafelé… – akkor József halott volt.
József kellemes beszéde, tehetsége és ragyogó külseje egyaránt hozzájárulnak gyors felemelkedéséhez. Mont-Kav halála után követi őt az elöljárói hivatalban és rátermett vezetése folytán Potifár háztartása egyre inkább virágzik.

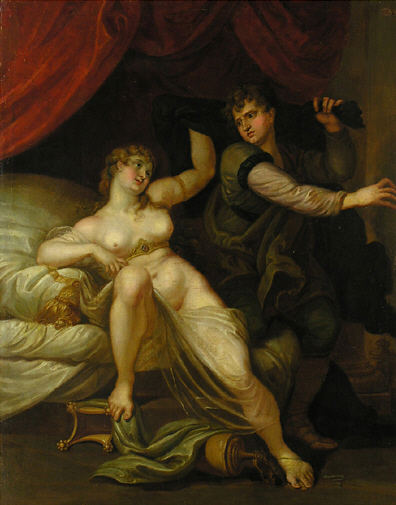
Potifár felesége és József

Potifárt szülei, a testvérházaspár Huij és Tuij gyermekkorában kasztráltatta, hogy megtisztuljon a testvérházasság bűnétől és udvaroncként fényes pályát fusson be. A fáraó fő eunuchjaként Potifár az egyik leghatalmasabb udvari méltóság, külsőre toronyszerű, megjelenésében méltóságteljes, belül azonban komoly és zárkózott. Ahogy eunuchként a házasságot csak külsőségként éli meg, ugyanúgy az udvari hivatala is csak üres cím. Hatalmas termete és ragyogó címei ellenére Potifár nagyon is rászorult a méltóság támaszára és a hízelgésre, amellyel körülményei és különösen Mont-kav szolgahűsége körülvették.
Potifárnét, akinek a Bibliával ellentétben a regényben a nevére (Mut-em-Enet, „Mut a völgyben”) is fény derül, érthető módon nem elégíti ki a házasság látszata. Amikor rájön arra, hogy József szépsége megigézte, először megpróbálja eltávolíttatni Józsefet; ez olyan lépés, amely megállhat az értelem ítélőszéke előtt, mert célja világosan és vitathatatlanul az, hogy József eltűnjön szeme elől.
Potifár azonban rá van szorulva arra a lelki támaszra, amelyet József jelenléte jelent számára, ezért nem teljesíti felesége kérését. Három év után Mut-em-Enet egyre nyíltabban közeledik Józsefhez, végül kendőzetlenül hangot ad vágyának. A történet csúcspontja az ismert hálószoba-jelenet: József elfut és felsőruháját Potifárné kezében hagyja.
Potifár a hamisan vádolt Józsefet börtönbüntetésre ítéli: így bukott alá József a verembe és tömlöcbe másodszor.

## József, a kenyéradó
A tetralógiát a József, a kenyéradó zárja. Józsefnek sikerül megfejtenie a fáraó álmát a hét kövér és hét sovány tehénről, illetve a hét tömött és hét üres kalászról. Ezt követően a fáraó Józsefben felismeri az egyenrangút és az addigi fogolyt helytartójává emeli. József lesz az áttekintés ura, akinek a kezében van a legfőbb hatalom, hogy megzabolázza a bőséget és táplálja az országot a szárazság éveiben.
Thomas Mann Ehnatonnal azonosítja a József-korabeli fáraót, ami azért kulcsfontosságú, mert ez az uralkodó volt az, aki a napkultusz bevezetésével hozzájárult az egyistenhívő vallások kialakulásához.
Az ország gazdaságának hatékony megszervezésével József nem csak hogy elegendő készletet halmoz fel a periodikusan fellépő éhínségek kivédésére, hanem a nemességet is sikerül a fáraó alá behódoltatnia. Egy különösen súlyos éhínség során a szomszédos népek is József gondoskodása folytán jutnak segítséghez. József testvérei szintén Egyiptomba kénytelenek utazni, hogy gabonát vásároljanak. Miután tréfát űz a hajdan ellenséges testvérekkel, a fáraó hatalmas helyettese leleplezi magát előttük. Jákob és nemzetsége, azaz Izrael törzse Gósen földjén telepedik le.
Jákob halála után a testvérek bocsánatot kérnek Józseftől az ellene elkövetett gonoszságukért, József pedig így válaszol: ha közöttünk, emberek között megbocsátásról van szó, akkor nekem kell tőletek bocsánatot kérnem, mert nektek kellett a gonosz szerepét játszanotok, hogy minden így történjék.

## Értelmezés

### A regény és a bibliai hagyomány
A Bibliában a József-történet az ősatyák, Ábrahám, Izsák és Jákob hagyományában jelenik meg. A Jahve-kultusz megalapozóiról szóló, eredetileg valószínűleg egymástól függetlenül elbeszélt mondák és történeteket a rokoni kapcsolatok fogják össze: Ábrahám Lót nagybátyja, Izsák Jákob apja, Jákob és Ézsau testvérek. Thomas Mann ábrázolásában a bibliai személyek inkább típusok, semmint egyedi személyek: például a mindenkori pátriárkának mindig van egy legidősebb szolgája, akinek a föld elébe szaladt. Ezt a legidősebb szolgát mindig Eliézernek hívják, a legelső szolga után, aki ezt a nevet viselte, aki ura nevében elindult leánykérőbe. A bibliai alakban és a regényalakban több egyéni személy alakja olvad össze a legidősebb szolga archetípusává. Ugyanígy a pátriárka, aki Isten áldását hordozza, szintén több személyből áll össze.
Ellentétben a babiloniak ciklikus világképével és részben a bibliai kultúrával is Thomas Mann tetralógiája azzal végződik, hogy az ifjú, aki Isten áldását viselte, maga is apává lett ugyan, de gyermekei már az egyiptomi kultúrához tartoznak és nem viszik tovább az Istengondot, amint nem folytatják őseik nomád életét sem. Így Thomas Mann eposzában, a Biblia lineáris történelemszemléletével ellentétben, a jövő nem áll nyitva.

### Szépség és halál
József testi szépsége és lényének megnyerősége, tarka öltözete, hiúságra és önimádatra való hajlama párhuzamos vonásokat mutatnak Thomas Mann más regényalakjaival, mint például Tadzioval (Halál Velencében) vagy Felix Krullal (Egy szélhámos vallomásai), beleértve a homoerotikus tendenciákat is.
Kimondva is megjelenik a párhuzam a babiloni Dumuzi termékenységkultuszával: hozzá hasonlóan József is a verembe kerül. Az esemény kétszeri ismétlődése erősíti a jelentését. József először akkor hal meg, amikor a testvérei a kútba vetik. A sír és az anyaöl párhuzamba állítása többször is megjelenik a regényben. Újjászületése után a fiatal József megváltozik, önkritikusabb, igényesebb és ravaszabb lesz. Másodszor Egyiptomban kerül a sírba, azaz a börtönbe. Mindkét esetben Isten tervei szerint történik, hogy József ismét felemeltetik. Ennek ellenére József (a Bibliával ellentétben) nem lesz pátriárka, nem folytatja a zsidó hagyományt. Gyermekei, akik a regényben furcsamód kevés helyet kapnak, héber nevük ellenére már egyiptomiak, nem viszik tovább az Istengondot. József számára (Dumuzival ellentétben) nincs újjászületés a tavaszban, a kápráztató gyümölcstelen, a szépség a halálnak adatik – ez a gondolat Thomas Mann munkásságának egyik központi eleme.

### Önéletrajzi vonatkozások
Az első könyv megírásakor Thomas Mann már hat gyerek apja volt, de naplójegyzetei tanúsága szerint apává válása nem volt egyszerű. A József-regényt az apajátszás, apautánzás könyvének tekintette. Hangsúlyos szerepet kap a regényben a testvérek rivalizálása az elsőszülöttségért, illetve az apa áldáshordó szerepének továbbviteléért – a valóságban Thomas és Heinrich Mann között hol rejtetten, hol nyíltan folyt a rivalizálás, egy irodalmi vita következtében több mint egy évtizedig nem is beszéltek egymással. Az első kötet A kútnál című fejezetnek az a jelenete, ahol Jákobot gyönyörködteti, ugyanakkor meg is rettenti a holdfényben félmeztelenül mélázó József szépsége, rímel az író egy 1918-as naplóbejegyzésére, ahol ezt írja fiáról: Mély benyomást tett rám férfiasodó, pompás teste, egészen megrendültem.

## A mű fogadtatása
Az 1941-ben megjelent Szerb Antal-féle világirodalom-történet másfél oldalon tárgyalta az akkor még csak három kötetből álló művet. Szerb Antal megközelítésében a József és testvérei „mitikus regény”, amelyben „a feltétlen maradandóság magaslatára” ér „az az ironikus, látszólag frivol és titokban mélységesen komoly, mítosz- és csodakereső új irány, amelyről Giradoux-val, Garnett-tel, Thornton Wilderrel kapcsolatban beszélünk – mindezek eltörpülnek az agg mester mellett.”
Thomas Mann saját bevallása szerint a második világháború évei alatt a könyvek írása menedék, vigasz, haza, az állandóság jelképe volt számára
A regény keletkezésekor az Amerikai Egyesült Államokban felfedezték és méltatták a hasonlóságot (az Egyesült Államokban írt) József, a kenyéradó és Franklin D. Roosevelt illetve a New Deal között, ezt a vonást a későbbi szakirodalom is megemlíti.
Az a tény, hogy Mann éppen a nemzetiszocialista korszakban ilyen hosszasan foglalkozott egy olyan anyaggal, amely a zsidó hagyományban gyökerezik, lényegesen hozzájárult ahhoz az elismeréshez, amellyel Izrael állam fogadta az írót és művét röviddel a második világháború után.
Lehetséges, hogy Mann meggyőző szövegkritikai vagy írói interpretációja visszahatott a József-történet teológiai kutatására.
Golo Mann, aki apjának több művét, például a Tonio Kröger-t szkeptikusan ítélte meg, a József és testvérei-t az Iliasz és az Odüsszeia mellé helyezte. Ezt állította Marcel Reich-Ranicki a Das Literarische Quartett című TV-műsor 2005. augusztus 17-én sugárzott adásában, Golo Mann-nal folytatott beszélgetésére emlékezve.

## Magyarul
- Jákob; ford. Sárközi György; Athenaeum, Bp., 1934
- József; ford. Sárközi György; Athenaeum, Bp., 1934
- József Egyiptomban; ford. Sárközi György; Athenaeum, Bp., 1937
- József és testvérei; ford. Sárközi György, befejezte Vajda Endre; Athenaeum, Bp., 1946
- József és testvérei; ford. Sárközi György, Káldor György; Európa, Bp., 1959
- József és testvérei; ford. Sárközi György, Káldor György, jegyz. Komoróczy Géza; Magyar Helikon, Bp., 1963 (Helikon klasszikusok)

## Idézetek
- A regényből származó idézetek Sárközi György és Káldor György (IV. kötet vége) fordításában szerepelnek, az Európa Könyvkiadó, Budapest, 1959-es kiadásából:

1. ↑  I-II. kötet, 5. oldal
2. ↑  I-II. kötet, 69. oldal
3. ↑  I.-II. kötet, 124. oldal
4. ↑  I.-II. kötet, 170. oldal
5. ↑  III. kötet, 8. oldal
6. ↑  III. kötet, 214. oldal
7. ↑  III. kötet, 353. oldal
8. ↑  III. kötet, 598. oldal
9. ↑  IV. kötet, 200. oldal
10. ↑  IV. kötet, 560. oldal

## Fordítás
- Ez a szócikk részben vagy egészben  a   Joseph und seine Brüder című német Wikipédia-szócikk ezen változatának fordításán alapul.  Az eredeti cikk szerkesztőit annak laptörténete sorolja fel. Ez a jelzés csupán a megfogalmazás eredetét és a szerzői jogokat jelzi, nem szolgál a cikkben szereplő információk forrásmegjelöléseként.
- Ez a szócikk részben vagy egészben  a   Joseph and His Brothers című angol Wikipédia-szócikk ezen változatának fordításán alapul.  Az eredeti cikk szerkesztőit annak laptörténete sorolja fel. Ez a jelzés csupán a megfogalmazás eredetét és a szerzői jogokat jelzi, nem szolgál a cikkben szereplő információk forrásmegjelöléseként.

## További hivatkozások
- Ritchie Robertson: The Cambridge Companion to Thomas Mann. Cambridge University Press, 2002, ISBN 0521653703, 9780521653701 (angolul)
- Jan Assmann: Thomas Mann und Ägypten. Mythos und Monotheismus in den Josephsromanen. Verlag C. H. Beck, München 2006. ISBN 3406549772 (németül)
- Bernd-Jürgen Fischer: Handbuch zu Thomas Manns „Josephsromanen“. Francke, Tübingen/Basel 2002. ISBN 3-7720-2776-8 (németül)
- Eckhard Heftrich: Geträumte Taten. 'Joseph und seine Brüder', Frankfurt am Main 1993, ISBN 978-3-465-02542-9 (németül)
- Hermann Kurzke: Mondwanderungen. Ein Wegweiser durch Thomas Manns Josephs-Roman. Fischer Verlag, Frankfurt am Main 2004. ISBN 3596160111 (németül)
- A regény a Magyar Elektronikus Könyvtárban
- Legeza Ilona könyvismertetője
- Pap, Károly. „Thomas Mann: Jákob”. Nyugat 1934 (1). (Hozzáférés: 2008. augusztus 4.)
- Hevesi, András. „A hagyomány regénye”. Nyugat 1934 (5). (Hozzáférés: 2008. október 14.)
- Halász, Gábor. „József Egyiptomban. Thomas Mann regénye”. Nyugat 1936 (12). (Hozzáférés: 2008. augusztus 4.)
- Eörsi, István. „Egy kerek történet”. Lettre 19. (Hozzáférés: 2008. október 14.)
- Galambos Ádám: József és testvérei az Örkény Színházban (2017, evangelikus.hu)